# Honda CBR 1100 XX
La Honda CBR 1100 XX est une moto japonaise fabriquée par Honda, catégorie sport grand tourisme. Appelée aussi « Superblackbird », elle a été présentée en septembre 1996 en Europe. Elle a détrôné la Kawasaki ZZR 1100 en tant que moto la plus rapide du monde avec 297,3 km/h pour la ZZR 1100 et 312 km/h pour la CBR XX 1100.

## Historique
Si la CBR 1100 succède directement à la CBR 1000F du début des années 1990, elle n'a pas pour autant la même vocation. Honda n'ayant jusque-là jamais vraiment cherché à produire la moto la plus rapide du monde (devancé par Kawasaki pendant dix ans avec successivement les GPZ 1000 RX, ZX-10 Tomcat et ZZR 1100), mais la revanche arrive à la fin de 1996. Dans les faits, la CBR 1100XX est la première moto de série à franchir la barre des 300 km/h chrono : 312 km/h.[réf. nécessaire] Durant sa durée de commercialisation, elle a été vendue au prix de 19 500 €. Son moteur est une évolution de la CBR 900. Sa vitesse de pointe de plus de 300 km/h est atteinte avec un moteur puissant, mais surtout grâce à un grand travail en soufflerie. Le moteur gagne en puissance dès 200 km/h grâce à une admission d'air forcée. Ses accélérations sont franches et en full power elle accélère très fort jusqu'à plus de 285 km/h et finit sa poussée dès 312 km/h. Le 0-100 km/h est couvert en 2,3 s et le 0-200 est couvert en 7,7 s. En 2017, elle est encore régulièrement classée au 3e rang des motos de série les plus rapides au monde.

## Style
Comme son homologue volant (le Lockheed SR-71 Blackbird) qui a inspiré les ingénieurs de chez Honda, la Superblackbird est étudiée en soufflerie. Son coefficient de trainée aérodynamique est plus faible qu'une moto de course de la catégorie 250 cm3 de l'époque. Tout ou presque dans sa conception est destiné à la vitesse.

## Moteur
Le moteur quatre cylindres en ligne en aluminium a une cylindrée de 1 137 cm3. Les parois des cylindres sont affinées afin d'obtenir un moteur compact en largeur. La chaîne de distribution est latérale. Côté innovation, ce moteur possède deux balanciers d'équilibrage (même Harley reprendra l'idée à partir de 2006 pour son 1 600 cm3). Ces deux balanciers d'équilibrage suppriment les vibrations engendrées par le moteur pour un confort optimal. Le rattrapage du jeu entre les roues dentées des balanciers peut être réglé manuellement de l'extérieur du moteur devant et derrière le bloc-cylindre du côté droit. Du côté gauche, derrière la durite de pompe à eau, se situe un autre arbre dont le jeu des roues dentées peut être réglé, mais uniquement pour le ralenti. Tous ces réglages permettent d'éviter les bruits parasites, surtout les claquements au ralenti. À noter la présence d'un capteur de chute qui coupe le moteur si la moto se retrouve à l'horizontale, un système anti pollution HECS3 qui inclut le recyclage des gaz d'échappement et la présence de deux catalyseurs intégrés dans les silencieux.
La version française de 1996 développe 100 ch à 9 000 tr/min et 94 N m à 4 250 tr/min.
Les points de bridage de cette moto sont les suivants :
- 1996 et 1997 : au niveau des arbres à cames, des pipes d'admission et de la carburation ;
- 1998 : au niveau des pipes d'admission et de la carburation ;
- depuis septembre 1999 : au niveau des pipes d'admission et du boitier électronique.

## Partie-cycle
Le cadre périmétrique en aluminium est du type Diamond triple section.
La fourche de 43 mm de diamètre n'est pas réglable. Le mono-amortisseur arrière est réglable en précharge de ressort par écrou et possède également un réglage hydraulique.
Le freinage quant à lui est confié au système Dual CBS, équipant déjà nombre de motos Honda.
La dimension des pneus est 120/70/17 pour l'avant, 180/55/17 pour l'arrière et l'indice de vitesse est W entre parenthèses (différent de « W » vitesse maxi 270 km/h alors que « (W) » correspond à plus de 270 km/h) compte tenu des performances de la moto.

## Autres équipements
Cette moto est dotée d'une béquille centrale, de six ergots d'arrimage pour les bagages sur la partie arrière. Le tableau de bord est complet et propose des cadrans analogiques pour le compteur, le compte-tours, la jauge de température d'eau et la jauge à essence. L'horloge complète la panoplie. Le modèle 1999 se voit équipé d'un antivol avec clé à puce codé intégré (HISS). En 2002, l'odomètre (avec deux totalisateurs journaliers), les jauges à essence et température ainsi que l'horloge deviennent à affichage numérique. Le compte-tours prend désormais place au centre.

## Évolution
Cette moto a été produite pendant dix années, au cours desquelles elle a passablement évolué. Voici les modifications en détail :
- 1998 : modification du thermostat ;

- 1999 : importantes mises à jour, notamment pour l'anti-pollution norme Euro 1 : passage à l'injection électronique de carburant PGM-FI, baisse de la consommation (théorique) d'essence de 8 %, système d'injection d'air à l'échappement, détecteur ou sonde de cliquetis particulièrement actif entre 3 000 et 6 000 tr/min, nouvel appairage des tubes d'échappements qui passent de 1/2 et 3/4 à 1/4 et 2/3, pipes d'admission plus longues sur les cylindres 2 et 3, disparition du starter manuel au profil d'un starter automatique actif sous les 40 °C du liquide de refroidissement.

La capacité du radiateur d'eau augmente, il passe de 32 à 24 mm d'épaisseur mais augmente en surface. Un nouveau ventilateur de refroidissement permet d'accroitre l'effet Venturi. À noter aussi l'élargissement et abaissement du radiateur d'huile pour laisser de la place aux tunnels d'air.
L'ajout d'une admission d'air forcée permet un gain de puissance à partir de 200 km/h.
Le système de frein Dual CBS est amélioré au niveau de la valve entre frein avant et arrière.
Le réservoir augmente en capacité pour passer de 22 à 24 L, son fond est redessiné.
Le voyant de béquille latérale cède sa place au voyant FI.
Introduction du système antivol HISS : le contacteur change et la clé de contact est plus longue.
Le feu arrière devient plus grand et les ampoules sont dorénavant superposées, précédemment elles étaient côte à côte. La forme des clignotants arrière devient plus ronde avec une forme de diamant.
La couleur du carter d'embrayage devient couleur titane.
Le nombre de disques d’embrayage passe de neuf à sept (disques et ressorts renforcés) et la commande adoucie avec un effort sur levier inférieur de 15 %.
Le garde-boue arrière change de forme sous la selle pour accueillir le surplus d'électronique.
Les repose-pieds redessinés permettent de baisser le poids de 100 g, les guidons bracelets redessinés de 80 g.
Le levier de frein est redessiné, l'ancien avait tendance à allumer le feu de stop à haute vitesse ;
- 2001 : le tableau de bord devient à affichage numérique. La bulle de carénage est allongée (environ 3,5 cm) ;

- 2002 : une nouvelle cartographie moteur pour gommer les à-coups à bas régime et baisser le niveau de pollution. Des catalyseurs sont ajoutés dans les silencieux. La puissance (168 ch à 9 500 tr/min) et le couple (11,9 kg m à 7 250 tr/min) baissent.

Le cadre a désormais une finition noir mat ;
- 2005 : le réservoir voit sa capacité diminuée à 23 L.

## Coloris
| Coloris \ Années                  | Code     | 1996 | 1997 | 1998 | 1999 | 2000 | 2001 | 2002 | 2003 | 2004 | 2005 | 2006 | 2007 |
| --------------------------------- | -------- | ---- | ---- | ---- | ---- | ---- | ---- | ---- | ---- | ---- | ---- | ---- | ---- |
| Titanium metallic                 | YR-183M  | X    | X    | X    | -    | -    | -    | -    | -    | -    | -    | -    | -    |
| Mute black metallic               | NH-359M  | X    | X    | X    | X    | X    | -    | -    | -    | -    | -    | -    | -    |
| Candy mythos magenta              | R-228C   | X    | X    | -    | -    | -    | -    | -    | -    | -    | -    | -    | -    |
| Candy glory red                   | R-101C-U | -    | -    | X    | X    | X    | X    | -    | -    | -    | -    | -    | -    |
| Candy phoenix blue                | PB-284C  | -    | -    | -    | X    | X    | X    | -    | -    | -    | -    | -    | -    |
| Darkness black metallic           | NH-463M  | -    | -    | -    | -    | -    | X    | X    | X    | X    | X    | X    | X    |
| Accurate silver metallic          | NH-146M  | -    | -    | -    | -    | -    | X    | X    | X    | X    | -    | -    | -    |
| Candy tahitian blue               | PB-215C  | -    | -    | -    | -    | -    | -    | X    | X    | X    | -    | -    | -    |
| Candy blazing red                 | R-195C   | -    | -    | -    | -    | -    | -    | X    | X    | -    | -    | -    | -    |
| Gunpowder black mat               | NH-436M  | -    | -    | -    | -    | -    | -    | -    | -    | X    | -    | -    | -    |
| Candy phoenix blue / 2 tons       | PB-284H  | -    | -    | -    | -    | -    | -    | -    | -    | -    | X    | -    | -    |
| Accurate silver metallic / 2 tons | NH-146E  | -    | -    | -    | -    | -    | -    | -    | -    | -    | X    | -    | -    |
| Iron nail silver metallic         | NH-167D  | -    | -    | -    | -    | -    | -    | -    | -    | -    | -    | X    | X    |

## Sources
- [vidéo] Vitesse maxi GPS, sur YouTube
- Revue moto technique, no 107
- Moto Magazine : no 132, no 140, no 169, no 230
- Moto Journal : no 1239, no 1253, no 1344, no 1376, no 1514
- Moto Revue, no 3244